# Nyctemera melaneura
Nyctemera melaneura är en fjärilsart som beskrevs av Butler 1883. Nyctemera melaneura ingår i släktet Nyctemera och familjen björnspinnare. Inga underarter finns listade i Catalogue of Life.